# Liste de mosquées des États-Unis
Cet article présente une sélection de mosquées des États-Unis.

## Liste
| Nom                                           | Image | Ville                | État          | Inauguration    |
| --------------------------------------------- | ----- | -------------------- | ------------- | --------------- |
| Centre islamique d'Irvine                     |       | Irvine               | Californie    | 28 août 2004    |
| Fondation islamique du Nord de Waukegan       |       | Waukegan             | Illinois      | 2004            |
| Mosquée Maryam de Chicago                     |       | Chicago              | Illinois      | 1988            |
| Mosquée Darussalam de Lombard                 |       | Lombard              | Illinois      | 2013            |
| Mosquée de la Fondation de Bridgeview         |       | Bridgeview           | Illinois      | 1981            |
| Mosquée mère de l'Amérique                    |       | Cedar Rapids         | Iowa          | 15 février 1934 |
| Mosquée Diyanet de Lanham                     |       | Lanham               | Maryland      | 2 avril 2016    |
| Mosquée Baitur Rehman de Silver Spring        |       | Silver Spring        | Maryland      | 14 octobre 1994 |
| Mosquée de la Congrégation Allston de Boston  |       | Boston               | Massachusetts | 2009            |
| Centre islamique d'Amérique                   |       | Dearborn             | Michigan      | 1937            |
| Mosquée de Dearborn                           |       | Dearborn             | Michigan      | 1964            |
| Centre islamique du Missouri                  |       | Columbia             | Missouri      | 1983            |
| Centre culturel islamique de New York         |       | New York (Manhattan) | New York      | 1987            |
| Mosquée Hazrati Abu Bakr Siddique de New-York |       | New York (Flushing)  | New York      |                 |
| Mosquée n°7 de New-York                       |       | New York             | New York      | 1964            |
| Mosquée Mahmood de Nashville                  |       | Nashville            | Tennessee     | 20 mars 2010    |